# Duonychus
Duonychus („dvojí dráp“) byl rod terizinosauridního teropodního dinosaura, žijícího na území dnešního Mongolska v období pozdní křídy (geologické věky cenoman až coniak, asi před 96 až 90 miliony let). Formálně byl druh Duonychus tsogtbaatari popsán v březnu roku 2025.

## Objev a popis
Fosilie tohoto dinosaura byly objeveny roku 2012 v sedimentech geologického souvrství Bajan-šire v poušti Gobi na území jihovýchodního Mongolska (Jihogobijský ajmag). Objeveny byly části kostry, nejnápadnějším anatomickým znakem byly pravděpodobně pouhé dva funkční prsty na předních končetinách (odtud rodové jméno). Odhadovaná hmotnost duonycha činí asi 259 až 268 kilogramů, tedy méně než například u příbuzného severoamerického rodu Nothronychus (u něhož se hmotnost pohybovala dle různých odhadů v rozmezí 800 až 1200 kilogramů.